# عقلية
العقلية يشير المصطلح إلى مجموعة ثابتة من المواقف التي يتبناها شخص أو مجموعة فيما يتعلق بالثقافة أو القيم أو الفلسفة أو إطار المرجعية أو النظرة أو التصرف. وقد تتطور أيضًا من نظرة الشخص للعالم أو معتقداته حول معنى الحياة.